# ジョセフ・マラスト
ジョセフ・マラスト（Joseph Marrast、1881年-1971年)は、20世紀前半を代表するフランスの建築家。作庭家。都市計画家。

## 経歴
1900年に美術学校ボザールに入学準備、1902年からマルセル・ランベルト（Marcel Lambert）のアトリエに所属、1907年にボザールを卒業した。
第一次世界大戦前には、BorderelのレイモンドSubesとロバートやカルロSarrabezollesら芸術家、または芸術職人らといくつかの共同研究に参画。
第一次大戦中はアンリ・プロストから誘いを受け、フランスにいながらモロッコの都市計画事業に参加。1919年からパリに自身の設計事務所を開設。彼の顧客は基本的には建築家のフェリクス・ジュリアンからのものであったが、その後デュポン銀行とエール・フランス航空を顧客とした。
一方、パリ万国博覧会 (1925年)工芸品展マニクール・ラ・レーヌにも参加。鳥かごを並べた庭を出展、これがガーデンデザイナーとして高い評価を受け、以降個人庭の依頼も受けていく。1937年にはシャイヨ宮殿改修世界博覧会コンペティションに参加。
第二次世界大戦中は、仕事の依頼が稀となり、案のまま出版という形で都市計画上のアイデアを形にする時間に費やす。
戦後、ノルマンディーの復興のための担当者に就任。団体施設再建とセントルイス島の開発という大規模なプロジェクトが最後の仕事となる。1953年には建築アカデミー結成に参加し、初代会長に就任している。 

## 代表作
- ヴァンセンヌのサン・ルイ教会 - 自身最初の大型プロジェクト。ジャック・ドローと協働、1912年にコンペティションで獲得。1924年完成
- モロッコ裁判所/ムハンマド5世広場開発 - モロッコ・カサブランカ（アンリ・プロスト社で）1920年
- 高級住宅クロスロードキュリーの大規模建築プロジェクト - ポンヌフ/パリ6区、1922年。パリ16番目の大通りに住んでいるヴィクトル・ユーゴーの近所、個人の計画を立てるわずかなヤードの関係でそれ以上の結果のヤード(Corcellet高級食料品)個人向けの小規模サイトの開発
- 国立貿易銀行BNPパリバ銀行本部 - 建物の記念碑的なアールデコ調のバビロニア、オリジナルの正面玄関を保持、1931年
- フランスの大使館改修担当 - ワルシャワとベルリン. 1930年代初め
- ワルシャワ・フランス大使館のインテリアデザイン、家具の計画やファサードの計画
- 復興都市計画（ノルマンディーとブルターニュ、ドゥアイ、ルーアン、Saint - Lo）
- シテ島イルサンルイ埠頭